# Vlajkovac
Vlajkovac (en serbe cyrillique : Влајковац ; en hongrois Temesvajkóc ; en allemand : Wlajkowatz) est une localité de Serbie située dans la province autonome de Voïvodine. Elle fait partie de la municipalité de Vršac dans le district du Banat méridional. Au recensement de 2011, elle comptait 1 094 habitants.
Vlajkovac est officiellement classé parmi les villages de Serbie.

## Démographie

### Évolution historique de la population
| 1948  | 1953  | 1961  | 1971  | 1981  | 1991  | 2002  | 2011  |
| ----- | ----- | ----- | ----- | ----- | ----- | ----- | ----- |
| 1 656 | 1 830 | 1 855 | 1 530 | 1 356 | 1 328 | 1 178 | 1 094 |

|  |